# Marta Cardona
Marta Cardona (født 26. maj 1995) er en kvindelig spansk fodboldspiller, der spiller angreb for Real Madrid i Primera División og Spaniens kvindefodboldlandshold. Hun har tidligere spillet for Levante, Real Sociedad og Zaragoza CFF.
Hun fik sin officielle debut på det spanske landshold i 4. oktober 2019 mod Aserbajdsjan. Hun blev første gang udtaget til landstræner Jorge Vildas officielle trup mod EM i fodbold for kvinder 2022 i England.